# Blepharispermum fruticosum
Blepharispermum fruticosum là một loài thực vật có hoa trong họ Cúc. Loài này được Klatt ex Schinz mô tả khoa học đầu tiên năm 1895.